# Friedrich Wilhelm Riese
Friedrich Wilhelm Riese (* 24. Februar 1807 in Berlin; † 15. November 1879 in Neapel) war ein deutscher Schriftsteller. Er war ein bedeutender Librettist und Bühnenautor des 19. Jahrhunderts. Er veröffentlichte teilweise unter dem aus seinen Vornamen abgeleiteten Pseudonym „Wilhelm Friedrich“.

## Leben
Riese wurde als Sohn eines Porzellan-Manufaktur-Modellmeisters geboren und besuchte mehrere Berliner Gymnasien. Nachdem er 1824 das Joachimsthaler Gymnasium ohne Abschluss verlassen hatte, ging er nach Russland, wo er als Sänger (Tenor) auftrat, unter anderem in Riga, Reval und an der Deutschen Oper in Moskau. 1831 ging er zurück in die Heimat und durfte auf Genehmigung des Preußischen Kultusministeriums ohne Schulabschluss ein Studium aufnehmen. Er studierte Medizin in Berlin und ab 1832 in Halle, später wieder in Berlin. Während seines Studiums wurde er 1831 Mitglied der Alten Halleschen Burschenschaft Germania, weshalb er während der Demagogenverfolgung 1836 nach langer Untersuchung zu Amtsunfähigkeit, Verbot der ärztlichen Tätigkeit und sechs Jahren Festungsarrest verurteilt worden war. Im Schwarzen Buch der Frankfurter Zentralbehörde wird der unter Nr. 1338 geführt. 1837 erhielt er eine Begnadigung und die Strafe wurde auf sechs Monate reduziert. Seine Strafe trat er nicht an, sondern floh nach London, wo er ein Engagement an der Oper antrat. Aufgrund seiner Flucht wurde er ab 1838 behördlich per Steckbrief gesucht. Auf einen Abschluss seines Medizinstudiums verzichtete er.
Während seiner Zeit in Hamburg bearbeitete er für das dortige Thalia-Theater mehr als 100 französische, englische und italienische Stücke, vor allem Lustspiele. 1838 lernte er den Komponisten Friedrich von Flotow kennen; in Zusammenarbeit mit diesem schuf er die Libretti für dessen Opern Alessandro Stradella (uraufgeführt 1844) und Martha oder Der Markt zu Richmond (Uraufführung 1847).
1852 zog Riese nach Neapel, wo er am 15. November 1879 starb.

## Werke (Auswahl)
- Dramatisches Allerlei. Bühnenspiele in Uebersetzung und Bearbeitung. Springer, Berlin 1846. (Digitalisat)
- Die Volksvertreter auf Urlaub. Lustspiel in 3 Acten. Verlags-Comptoir, Hamburg 1849. (Digitalisat)
- Martha, oder: Der Markt zu Richmond. Oper in vier Abtheilungen. Koppe, Leipzig 1850. (Digitalisat)
- Herr Dunst. Vaudeville mit Gesang in zwei Aufzügen. Verlags-Comptoir, Hamburg 1850. (Digitalisat)
- Die Frau mit dem Stelzfusse. Schwank in einem Aufzuge. Nach Lubize von W. Friedrich. Verlags-Comptoir, Hamburg 1852. (Digitalisat)
- Mit einander aufgewachsen. Schwank in 1 Aufzuge. Nach Fournier von W. Friedrich. Verlags-Comptoir, Hamburg 1852. (Digitalisat)
- Ein Stündchen in der Schule. Vaudeville-Posse in einem Aufzuge. Verlags-Comptoir, Hamburg 1852. (Digitalisat)
- Lorenz und seine Schwester. Fortsetzung von: Das Hausgesinde. Vaudeville-Burleske in einem Aufzuge. Verlags-Comptoir, Hamburg 1852. (Digitalisat)
- Der Spielzeughändler. Vaudeville-Schauspiel in einem Aufzuge. Verlags-Comptoir, Hamburg 1852. (Digitalisat)
- Die Matrosen, romantisch-komische Oper in vier Akten. Musik von Friedrich von Flotow. Pichler, Wien 1854. (Digitalisat)
- Die Töchter Lucifer's. Zauberspiel in 5 Abtheilungen mit theilweiser Benutzung eines vorhandenen Stoffes. Verlags-Comptoir, Hamburg 1857. (Digitalisat)
- Köck und Juste. Vaudeville-Posse in einem Aufzuge. Seitenstück zu: Der Platzregen als Eheprokurator. 1868. (Digitalisat)
- Dornen und Lorbeer oder: das ungekannte Meisterwerk. Drama in 2 Akten nach Lafon. Bloch, Berlin 1869. (Digitalisat)
- Die Dorfpolitiker, Posse mit Gesang in 1 Akt. Bloch, Berlin 1871. (Digitalisat)